# 中路乡 (丹巴县)
中路乡，是中华人民共和国四川省甘孜藏族自治州丹巴县曾经下辖的一个乡。

## 行政区划
中路乡撤销前下辖以下地区：
克格依村、基卡依村、呷仁依村、波色龙村、罕额依村、折龙村、李龙村、纵宁村、俄满村和俄多村。

## 古跡
- 罕額依新石器時代文化遺址和漢代石棺葬墓群
- 罕額依村元代木構經堂